# Bhuban
Bhuban es una ciudad y  comité de área notificada situada en el distrito de Dhenkanal en el estado de Odisha (India). Su población es de 22200 habitantes (2011). Se encuentra a 52 km de Cuttack, y a  72 km de Bhubaneswar.

## Demografía
Según el censo de 2011 la población de Bhuban era de 22200 habitantes, de los cuales 11545 eran hombres y 10655 eran mujeres. Bhuban tiene una tasa media de alfabetización del 83,56%, superior a la media estatal del 72,87%: la alfabetización masculina es del 89,76%, y la alfabetización femenina del 76,84%.